# Structure et agentivité
 (février 2025).
Les informations dans cet article sont mal organisées, redondantes, ou il existe des sections bien trop longues. Structurez-le ou soumettez des propositions en page de discussion.
Avec le temps, il arrive que le contenu présent dans un article devienne désordonné. Il est souvent nécessaire de réorganiser l'article de fond en comble.
- Il faut tout d’abord répartir le contenu de l'article en plusieurs sections. Les informations doivent ensuite être exposées clairement et le plus synthétiquement possible, regroupées par sujet afin d'éviter les doublons. Quelqu'un cherchant une information précise doit pouvoir la trouver rapidement en lisant la section appropriée.
- À l'intérieur de chaque section, le texte, souvent initialement sous la forme de phrases éparses, doit être regroupé dans des paragraphes de quelques lignes, en assurant un enchaînement logique et une cohérence entre les phrases.
- Lorsque l'article ou l'une de ses sections développe trop longuement un point qui n'est pas dans le cœur du sujet traité, il convient de faire une synthèse et de transférer l'ancien contenu dans des articles plus appropriés (en cas de transfert, il faut impérativement respecter la procédure Aide:Scission).

Si vous pensez que ces points ont été résolus, vous pouvez retirer ce bandeau et améliorer le plan d'un autre article.
Dans les sciences sociales existe un débat permanent sur la primauté de la structure ou de l’agentivité (en anglais : agency, terme parfois utilisé en français) dans le façonnement des comportements humains. Les structures sont des ensembles de dispositifs qui influencent ou limitent les choix et les opportunités disponibles. L’agentivité est la capacité des individus d’agir indépendamment des structures sociales et de faire librement leur propre choix. Il s'agit donc de savoir si les actes individuels sont significativement déterminés par des structures ou si, au contraire, ils sont le résultat de choix libres de la part des agents.

## Théoriciens majeurs

### Georg Simmel
Georg Simmel (1er mars, 1858 – 28 septembre 1918) était l’un des sociologues compréhensifs allemands de la première génération. Ses études étaient pionnières concernant les concepts de structure et d'agentivité. Sa notion d'individuation rend compte de la coévolution entre structures et agentivité.

### Norbert Elias
Norbert Elias (22 juin 1897 – 1er août 1990) était un sociologue allemand dont le travail portait sur la relation entre le pouvoir, le comportement, les émotions et le savoir à travers le temps. Son concept de "configuration", soit un réseau d'interconnexions entre les individus qui habilitent et contraint l’action de chaque individu, se veut articuler la tension structure/agentivité : "Comme au jeu d'échecs, toute action accomplie dans une relative indépendance représente un coup sur l'échiquier social, qui déclenche infailliblement un contre-coup d'un autre individu (sur l'échiquier social, il s'agit en réalité de beaucoup de contrecoups exécutés par beaucoup d'individus) limitant la liberté d'action du premier joueur".

### Talcott Parsons
Talcott Parsons (13 décembre 1902 – 8 mai 1979) était un sociologue américain et le principal théoricien de la théorie de l’action (souvent nommé structuro-fonctionnalisme) en sociologie à partir des années 1930 aux États-Unis. Son travail analyse les structures sociales en termes d’action volontaire et à travers des modèles normatifs d’institutionnalisation par la codification dans un cadre théorique basé sur l’idée de système vivant et de la hiérarchie cybernétique. Pour Parsons il n’y a pas de problème structure/agentivité. 

### Pierre Bourdieu
Pierre Bourdieu (1er août 1930 – 23 janvier 2002) était un théoricien français qui a présenté sa théorie de la pratique sur la compréhension dichotomique de l’agentivité et de la structure dans plusieurs de ses articles publiés. Son livre, La distinction. Critique sociale du jugement (1979) fut nommé comme l’un des 10 livres les plus importants du XXe siècle par l'Association internationale de sociologie. Le travail de Bourdieu tente de réconcilier la structure et l'agentivité. Selon le sociologue, l’individu est façonné par l’intériorisation de structures extérieures alors que l’action est l’extériorisation d’élément intérieur. La théorie de Bourdieu est alors une dialectique entre « extériorisations de l’intérieur » et l’internalisation de l’extérieur. 

### Peter L. Berger et Thomas Luckmann
Peter L. Berger et Thomas Luckmann voient, dans leur livre La construction sociale de la réalité (1966) que la relation entre agentivité et structure est dialectique. La société forme des individus qui forment la société en retour. Le monde social est construit par la typification de ce qui est extérieur aux individus, puis, une fois partagée, cette typification prend « sa vie propre », devenant une part du social qui nous façonne.

### Anthony Giddens
Le sociologue contemporain Anthony Giddens a généralement visé une réconciliation des concepts de structures et d’agentivité. Giddens développe dans son livre La constitution de Société (1984) la théorie de la structuration. Il présente une tentative développée qui veut dépasser le dualisme de la structure et de l’agentivité et propose une « dualité de la structure » dans laquelle les structures sociales sont à la fois les médiums et les résultats de l’action sociale. Dans cette théorie, les agents et les structures sont des entités mutuellement constitutives avec des « statuts ontologiquement égaux ». Pour Giddens, l’interaction commune de l’agent avec la structure, comme un système de norme, est décrite comme la « structuration ». Le terme « réflexivité » est utilisé pour référer à l’habilité d’un agent de consciemment altérer sa place dans la structure sociale; ainsi, la globalisation et l’émergence d’une société « post-traditionnelle » auraient pu permettre une plus grande « réflexivité sociale ». Les sciences sociales et politiques sont alors importantes parce que le savoir social, une connaissance de soi, est potentiellement émancipant. 

### Interactionnisme structural
L'interactionnisme structural ne fait pas dans ces oppositions dichotomiques entre structure et agentivité, puisqu'en reprenant tous les auteurs ci-mentionnés (et de nombreux autres), Harrison White met en lumière ce qui a déjà été dit à ce sujet; il s'agit d'une coévolution entre d'une part les structures sociales (produites par l'activité sociale humaine) et le degré de liberté que les gens prennent, dans ces structures, qui les contraints dans un déterminisme faible, et qu'ils façonnent aussi.